# سه گفتار سازنده (۱۸۴۳)
سه گفتار سازنده (انگلیسی: Three Upbuilding Discourses) اثر فیلسوف دانمارکی سورن کی‌یرکگور است که در سال ۱۸۴۳ منتشر شد. کی‌یرکگور بحث خود را در مورد تفاوت بیرونی و باطنی در گفتارها ادامه می‌دهد، اما از باطن ایمان به درونیات عشق حرکت می‌کند. به عقیده کی‌یرکگور، همه چیز در دنیای بیرون همیشه در حال تغییر است، اما در دنیای معنوی درون، یک چیز وجود دارد که هرگز تغییر نمی‌کند. او می‌گوید: «حتی اگر همه چیز تغییر کند، چه چیزی است که هرگز تغییر نمی‌کند؟ این عشق است، و تنها عشق، چیزی که هرگز به چیز دیگری تبدیل نمی‌شود.» عشق بستگی به این دارد که شخص چگونه می‌بیند و هنگامی که فرد با عشق می‌بیند، می‌تواند گناه را در خود و  کل جهان را از بین ببرد، درست مانند مسیح.
با این حال، برای این‌که شخص بتواند این کار را انجام دهد، باید «وجود درونی» او تقویت شود. هنگامی که وجود درونی «اعلام می‌کند که می‌خواهد توضیحی داشته باشد، شاهدی که معنای هر چیزی را برای آن توضیحی دهد، و معنای خود را با توضیح آن در خدایی که همه چیز را در حکمت ابدی خود نگه داشته، و به انسان اختصاص داده است، توضیح می‌دهد. با بنده خدا شدن پروردگار خلقت باشد و خود را با همکاری خود به او تبیین کند و با هر توضیحی که به انسان می‌دهد او را در درونش تقویت و تثبیت کند. در این افکار، وجود درونی خود را نشان می‌دهد؛ وجود درونی نه برای تمام جهان، بلکه فقط خدا و خودش است، برای آن توضیحی است که رابطه را قابل درک می‌کند، و برای شاهدی که آن را در رابطه تأیید می‌کند».

## ساختار
«تقدیم: این گفتارها تقدیم به درگذشته مایکل پدرسن کی‌یرکگور، که قبلاً یک تاجر لباس در شهر پدر من بود.» پیش‌گفتار: تقدیم به «آن فرد مجرد، کسی که با شادی و قدردانی او را خواننده خود صدا می‌کنم…» سه گفتار:
- عشق انبوهی از گناهان را پنهان خواهد کرد،
- عشق انبوهی از گناهان را پنهان خواهد کرد ،
- تقویت وجود درونی

متن کتاب مقدس برای گفتار یا گفتارهای او، دو گفتار با یک عنوان در سه گفتار سازنده دارد. هنگامی که او چهار گفتار سازنده را نوشت، به عقب برگشت و دو گفتار نوشت، با عنوان هر هدیه خوب و عالی از بالاست، که یکی از عناوین گفتار او از دو گفتار سازنده قبلی بود. کی‌یرکگور در تکرار هر گفتار جلو می‌رود و اندکی تفکر بیشتر به گفتار قبل می‌افزاید.